# Governo Eluned Morgan
Il governo Eluned Morgan è l'attuale esecutivo devoluto gallese, in carica dal 6 agosto 2024, a seguito della nomina di Eluned Morgan a Primo ministro del Galles, diventando così la prima donna a ricoprire tale carica.

## Situazione Parlamentare
| Camera             | Collocazione | Partiti                                          | Seggi   |
| ------------------ | ------------ | ------------------------------------------------ | ------- |
| Parlamento gallese | Maggioranza  | Laburisti (30)                                   | 30 / 60 |
| Parlamento gallese | Opposizione  | Conservatori (16), Plaid Cymru (13), Lib-Dem (1) | 30 / 60 |

## Composizione
Partito Laburista Gallese
| Carica                                            | Titolare | Titolare | Titolare           | Partito   |
| ------------------------------------------------- | -------- | -------- | ------------------ | --------- |
| Primo Ministro                                    |          |          | Eluned Morgan      | Laburista |
| Cultura e giustizia sociale (Leader della Camera) |          |          | Jane Hutt          | Laburista |
| Finanze e costituzione                            |          |          | Rebecca Evans      | Laburista |
| Salute e servizi sociali                          |          |          | Mark Drakeford     | Laburista |
| Edilizia abitativa ed enti locali                 |          |          | Jayne Bryant       | Laburista |
| Economia, trasporti e Galles del Nord             |          |          | Ken Skates         | Laburista |
| Affari rurali e cambiamenti climatici             |          |          | Huw Irranca-Davies | Laburista |
| Istruzione                                        |          |          | Lynne Neagle       | Laburista |
| Consigliere generale per il Galles                |          |          | Julie James        | Laburista |